# Merete Fjeldavlie
Merete Fjeldavlie, norveška alpska smučarka, * 13. avgust 1968, Oslo.
Nastopila je na Olimpijskih igrah 1992, kjer je dosegla petnajsto mesto v veleslalomu in 22. mesto v slalomu. V treh nastopih na svetovnih prvenstvih je najboljšo uvrstitev dosegla leta 2001 z devetim mestom v smuku. V svetovnem pokalu je tekmovala trinajst sezon med letoma 1990 in 2001 ter dosegla eno zmago in še dve uvrstitvi na stopničke, vse v superveleslalomu. V skupnem seštevku svetovnega pokala je bila najvišje na 21. mestu leta 1992, ko je bila tudi druga v superveleslalomskem seštevku.